# Solanopteris brunei
Solanopteris brunei là một loài thực vật có mạch trong họ Polypodiaceae. Loài này được (Wercklé ex H. Christ) W.H. Wagner miêu tả khoa học đầu tiên năm 1972.